# Liste der Naturschutzgebiete im Enzkreis
Im Enzkreis gibt es 31 Naturschutzgebiete. Für die Ausweisung von Naturschutzgebieten ist das Regierungspräsidium Karlsruhe zuständig. Nach der Schutzgebietsstatistik der Landesanstalt für Umwelt, Messungen und Naturschutz Baden-Württemberg (LUBW) stehen 1.734,81 Hektar der Kreisfläche unter Naturschutz, das sind 3,02 Prozent.
| Name                                       | Bild | Kennung               | Einzelheiten | Position | Fläche Hektar | Datum         |
| ------------------------------------------ | ---- | --------------------- | --- | -------- | ------------- | ------------- |
| Silberberg                                 |      | 2.018 WDPA: 82589     | Tiefenbronn, Markung Mühlhausen Halbtrockenrasen mit Orchideen und lockerem Kiefernbestand. | ⊙        | 5,0           | 7. Apr. 1941  |
| Büchelberg                                 |      | 2.019 WDPA: 81479     | Neuhausen (Enzkreis) Schafweide mit Wacholder im Oberen und Mittleren Muschelkalk. | ⊙        | 49,1          | 29. März 1939 |
| Essigberg                                  |      | 2.020 WDPA: 81632     | Birkenfeld, Keltern Die Pflege und Entwicklung des Steppenheidewaldes, des Pfeifengras-Föhrenwaldes sowie der Halbtrocken- und z. T. mit Streuobst bewachsenen Magerrasen auf dem Essigberg wird angestrebt; die Wiesentäler des Kettelbachtales und der Hägnach mit zahlreichen Quellen und Feuchtgebieten und die begleitenden Waldsäume beherbergen seltene Pflanzengesellschaften, Pflanzen- und Tierarten.                                                                                                  | ⊙        | 134,5         | 5. März 1991  |
| Roßweiher                                  |      | 2.022 WDPA: 82445     | Maulbronn In flacher Mulde im Bereich des Schilfsandsteins des Keupers durch Aufstauung entstandener Weiher; Vorkommen seltener Sumpfpflanzen; Rastplatz für Zugvögel. | ⊙        | 12,1          | 23. Aug. 1937 |
| Klebwald                                   |      | 2.034 WDPA: 82074     | Neuhausen (Enzkreis) Blockreicher Buntsandsteinhang mit wärmeliebendem lindenreichem Blockschuttwald. Im Unterhang artenreicher Klebwald; Schonwald (LWaldG § 32). | ⊙        | 22,8          | 24. Jan. 1978 |
| Aalkistensee                               |      | 2.042 WDPA: 81249     | Stadt Maulbronn, Gemeinde Ölbronn-Dürrn, Markung Ölbronn See mit überregionaler Bedeutung als Brut- und Rastplatz gefährdeter und vom Aussterben bedrohter Vogelarten und Laichgewässer für Amphibien. | ⊙        | 50,5          | 21. Dez. 1979 |
| Bauschlotter Schloßpark                    | BW   | 2.043 WDPA: 81377     | Neulingen Parkanlage mit historischer Gartenanlage im klassizistischen Stil Anfang bis Mitte des 19. Jahrhunderts in der Tradition der Landschaftsarchitekten Skell und Rawson. | ⊙        | 5,9           | 21. Dez. 1979 |
| Diefenbacher Mettenberg                    |      | 2.044 WDPA: 81525     | Sternenfels Bergkuppe mit naturnahem Eichenwald (Luzulo-Quercetum) und Steppenheidefluren. | ⊙        | 3,0           | 21. Dez. 1979 |
| Großglattbacher Riedberg                   | BW   | 2.045 WDPA: 81776     | Mühlacker Vegetationsmosaik von Trockenrasen und Feuchtbiotopen als Lebensraum seltener und bedrohter Tier- und Pflanzenarten. | ⊙        | 24,1          | 21. Dez. 1979 |
| Neulinger Dolinen                          |      | 2.055 WDPA: 82242     | Neulingen Wiesenlandschaft mit zahlreichen Dolinen in einer abflusslosen Senke | ⊙        | 12,2          | 1. Juli 1981  |
| Ersinger Springenhalde                     |      | 2.057 WDPA: 81625     | Kämpfelbach Lebensraum artenreicher Pflanzen- und Tiergesellschaften, insbesondere gefährdete Insekten- und Vogelarten und Halbtrockenrasengesellschaften mit gefährdeten Pflanzenarten. | ⊙        | 36,2          | 29. Juni 1982 |
| Schützinger Spiegel                        |      | 2.063 WDPA: 82559     | Illingen (Württemberg) Halbtrockenrasen mit besonders geschützten, z. T. stark gefährdeten Pflanzenarten; Waldränder mit einer Vielzahl floristischer Besonderheiten. | ⊙        | 14,6          | 20. Mai 1983  |
| Weissacher Tal                             |      | 2.079 WDPA: 166230    | Knittlingen Auewiesen und Restmoorflächen am Kraichgaurand mit Feuchtwiesen, Seggen- und Röhrichtbeständen und Übergängen zu den trockenen Hangpartien; Brut- und Rastbiotop für eine große Anzahl von Vogelarten. | ⊙        | 50,5          | 18. Feb. 1985 |
| Erlen-, Metten- und Gründelbachniederung   |      | 2.092 WDPA: 162970    | Ötisheim, Neulingen, Ölbronn-Dürrn Vielfältige naturnahe Lebensstätten mit unterschiedlich ausgestatteten Feuchtwiesengesellschaften und naturnaher Waldbestockung; der Wechsel zwischen Eichen-Hainbuchenwäldern, Eichenwäldern, Teichen und offenen Wiesenflächen bietet einer vielfältigen Tierwelt noch relativ ungestörten Lebensraum. | ⊙        | 165,3         | 31. Juli 1986 |
| Enztal zwischen Niefern und Mühlacker      |      | 2.096 WDPA: 162964    | Mühlacker, Niefern-Öschelbronn Noch erhaltene Flussauen der Enz im Übergangsbereich zwischen Buntsandstein und Muschelkalk und trockene Standorte an den Hang- und Felspartien. | ⊙        | 123,0         | 2. Dez. 1986  |
| Tiefenbronner Seewiesen                    |      | 2.108 WDPA: 165888    | Tiefenbronn Feuchtbiotop als Lebensraum und Rastplatz seltener Vogelarten; aufgelassener geologisch bedeutsamer Steinbruch an der Schichtgrenze vom Oberen Buntsandstein und Unteren Muschelkalk (NR: Obere Gäue). | ⊙        | 43,4          | 16. Dez. 1987 |
| Monbach, Maisgraben und St. Leonhardquelle |      | 2.115 WDPA: 164657    | Bad Liebenzell, Neuhausen (Enzkreis) 2 Teilgebiete, St. Leonhardquelle als erdgeschichtlich einzigartige Quellformation im Muschelkalk mit typischen und artenreichen Pflanzen- und Tiergesellschaften; "Felsenmeer"-Hänge und Wasserkaskaden der Buntsandsteinschlucht | ⊙        | 42,0          | 14. Dez. 1988 |
| Beim Steiner Mittelberg                    |      | 2.119 WDPA: 162364    | Königsbach-Stein Zum Teil freie, z. T. von Gehölzen durchsetzte Halbtrockenrasen in sonnenexponierten steilen Hanglagen auf Muschelkalk, z. T. streuobstdurchsetzte Wiesen des Lindentales. | ⊙        | 38,5          | 20. Juni 1989 |
| Ellmendinger Roggenschleh                  |      | 2.125 WDPA: 162926    | Keltern Durch unterschiedliche Grundwasserverhältnisse, Bodenzusammensetzungen und Nutzungen sehr differenziert strukturiertes Feuchtgebiet im Mündungsbereich des Arnbaches in die Pfinz (NR: Kraichgau). | ⊙        | 21,8          | 29. Dez. 1989 |
| Füllmenbacher Hofberg                      |      | 2.175 WDPA: 163175    | Sternenfels Rodungsinsel von besonderer Eigenart und Schönheit; Mosaik von Weinbergen, extensiv genutztem Grünland – mäßig frischen bis feuchten Wiesen, Weihern, thermophilen Saumgesellschaften der Waldsäume und Laubwälder mit zahlreichen vom Aussterben bedrohten Arten. | ⊙        | 39,9          | 29. Dez. 1993 |
| Albtal und Seitentäler                     |      | 2.178 WDPA: 162059    | Ettlingen, Malsch (Landkreis Karlsruhe), Marxzell, Karlsbad, Waldbronn, Gaggenau, Loffenau, Bad Herrenalb, Straubenhardt Talauen als offene Landschaftsräume mit vielfältigen Biotopen, wie Fließ- und Stillgewässer, Quellen, naturnahe Laub- und Nadelwälder, Galeriewälder, Hecken, Steinriegel, Trockenmauern, Felsen, Blockhalden, Naß- und Feuchtwiesen, Seggenriede, Röhrichte, Klingen und Klammen; historische Wässerwiesenanlagen.                                                                     | ⊙        | 620,6         | 1. Juni 1994  |
| Unteres Würmtal                            |      | 2.189 WDPA: 166029    | Pforzheim, Neuhausen (Enzkreis) Unterlauf der Würm mit natürlichem Geröllbett; Feuchtwiesen und Hochstaudenfluren im Auen- und Uferbereich, bachbegleitende Erlen- und Weidengehölze, laubholzreiche Tannen-Rotbuchen-Wälder an den Talflanken, Blockhalden und Klingen. | ⊙        | 158,5         | 17. Aug. 1995 |
| Betzenbuckel                               |      | 2.201 WDPA: 162399    | Friolzheim, Heimsheim, Tiefenbronn Typische Muschelkalklandschaft; extensiv genutzte Flur mit artenreichen Hecken, verschiedenartigen Mähwiesen, Streuobstbeständen, Weiden, Halbtrockenrasen, Lesesteinhaufen und -riegeln, Ödland, kleine Waldstücke und Waldsaumgesellschaften. | ⊙        | 151,3         | 1. Aug. 1997  |
| Mistwiesen                                 |      | 2.213 WDPA: 318785    | Marxzell, Karlsbad, Straubenhardt Großflächige Wiesenlandschaft im Quellgebiet der Pfinz; Feucht- und Naßwiesen mit ihrem Orchideenreichtum sowie Hochstaudenfluren, Röhricht- und Seggenbestände; extensiv genutzte mageren Wiesenflächen mit ihrem floristischen Artenreichtum; seltene und gefährdete Tierarten, insbesondere Heuschrecken und Vögel | ⊙        | 48,9          | 28. Sep. 1998 |
| Bauschlotter Au                            |      | 2.221 WDPA: 318174    | Neulingen, Ölbronn-Dürrn Offene, von wenigen Gehölzen strukturierte Wiesenlandschaft im Talursprung des Erlenbaches und Seitenarme mit artenreichen Magerwiesen, kleinen Feuchtgebieten, Streuobstbeständen, Kleingehölzen, Gebüschen und Heckenzügen; von standortheimischen Pflanzenarten geprägte Laubholzwälder, Staudenfluren in der offenen Landschaft und in den Waldsäumen; wertvolle Lebensräume für die offenen Wiesen und Wälder typische Tierwelt, insbesondere für seltene und bedrohte Vogelarten. | ⊙        | 192,2         | 22. Dez. 1999 |
| Eyach- und Rotenbachtal                    |      | 2.224 WDPA: 163015    | Straubenhardt, Neuenbürg, Dobel, Höfen an der Enz, Bad Wildbad, Gernsbach (Landkreis Rastatt) Landschaftlich schöne Schwarzwaldtallandschaft; durch Wald, Dauergrünland und Gewässer geprägte Kulturlandschaft; Wasserläufe und Quellen, seltene und artenreiche Moorgesellschaften; Lebensraum bedrohter Tiere und Pflanzen. | ⊙        | 223,6         | 18. Dez. 2002 |
| Kalkofen                                   |      | 2.231 WDPA: 555552562 | Mönsheim Das Gebiet wird durch ein Mosaik aus lichten Wäldern, Wiesen, Feldgehölzen und Hecken, Magerrasen und Lesesteinriegeln charakterisiert und bietet vielen seltenen Tier- und Pflanzenarten einen Lebensraum. Die naturschutzgerechte Bewirtschaftung von Wiesen und Äckern ist unverzichtbar zur Erhaltung der beeindruckenden Artenvielfalt. | ⊙        | 67,4          | 2. Mai 2012   |
| Kammertenberg                              | BW   | 2.232 WDPA: 555552563 | Mühlacker Sehr große Magerrasenheiden am Steilhang in erstaunlich gutem Pflegezustand. | ⊙        | 17,5          | 30. Juli 2012 |
| Felsengärten Mühlhausen                    |      | 2.233 WDPA: 555552564 | Mühlacker Magerwiesen, natürlich entstandene Wälder und angrenzende Weingärten mit Trockenmauern. | ⊙        | 10,7          | 30. Juli 2012 |
| Pfinzquellen                               |      | 2.241 WDPA: 555632768 | Straubenhardt, Karlsbad und Marxzell Wiesenlandschaft mit unterschiedlich feuchten und unterschiedlich genutztem Grünland sowie die weitgehend naturnahe Talaue der Pfinz. | ⊙        | 281,2         | 24. Mai 2016  |
| Ziegelhäule                                | BW   | 2.242 WDPA: 555638568 | Mühlacker Ehemaliges Erdzwischenlager in einer früheren Tongrube und schutzwürdiges, umgebendes Grünland. | ⊙        | 10,99         | 16. Mai 2017  |
| Legende für Naturschutzgebiet              |      |                       | |          |               |               |